# Dorothea Orem
Dorothea Elizabeth Orem (Baltimore, 15 de julio de 1914 – Savannah, 22 de junio de 2007) fue una de las enfermeras teóricas estadounidenses más destacadas. Fue una teórica de la enfermería Moderna y creadora de la Teoría enfermera del déficit de autocuidado, conocida también como Modelo de Orem.

## Biografía
Orem empezó su carrera de enfermera en la escuela de enfermería del Providence Hospital en Washington D. C. donde recibió un diploma en enfermería a principios de la década de 1936. Orem recibió posteriormente un BSNE. De la Catholic University of América CUA en 1939 y en 1946 obtuvo un MSNE de la misma universidad.
Sus experiencias enfermeras más tempranas incluyen actividades de enfermería quirúrgica, enfermera de servicio privado, tanto de servicio domiciliario como hospitalario, miembro del personal hospitalario en unidades médicas pediátricas y de adultos, supervisora de noche en urgencias y profesora de ciencias biológicas. Orem ostentó el cargo de directora de la escuela de enfermería en el Providence Hospital, Detroit, de 1940 a 1949; tras marcharse de Detroit, Orem pasó siete años en Indiana, de 1949 a 1957 trabajando en la División of Hospital and Institutional Services del Indiana State Board of Health; su meta era mejorar la calidad de la enfermería en los hospitales generales de todo el estado. Durante este tiempo Orem desarrolló su definición de la práctica de enfermería.
En 1957, Orem se trasladó a Washington D. C. Donde trabajo en el Office of Education, en el US. Department of Health, Education and Welfare (DHEW), como asesora de programas de estudio de 1958 a 1960. En el DHEW trabajó en un proyecto para mejorar la formación práctica de las enfermeras, lo que despertó en ella la necesidad de responder a la pregunta ¿cuál es el tema principal de la enfermería? Como respuesta a esta pregunta en 1959 se publicó Guidlenis for Developing Curricula for the Education of Practical Nurses. En 1959 Orem inició su labor como profesora colaboradora de educación de enfermería en la CUA, además trabajó también como decana en funciones de la escuela de enfermería y como profesora asociada de educación enfermera. Continúo desarrollando su concepto de enfermería y autocuidado en la CUA, la formalización de los conceptos se daba a veces por sí sola y a veces juntamente con otros conceptos.
El Members of the Nursing Models Comittee de la CUA y el grupo Improvement in Nursing qué se convirtió en el Nursing Development Conference Group (NDCG), contribuyeron al desarrollo de la teoría. Orem aportó el liderazgo intelectual por medio de estos intentos de colaboración, además que ella era la editora de la NDCG. En 1970 Orem abandonó la CUA y empezó a dedicarse a su propia empresa consultora.
El primer libro publicado por Orem fue Nursing: Concepts of Practice, en 1971; mientras prepararon y revisaron Concept Formalization in Nursing: Procces and Product.
La Georgetown University le confirió el título honorario de Doctor of Science en 1976; recibió el premio Alumni Association Award for Nuring Theory de la CUA en 1980. Entre los demás títulos recibidos se incluyen el Honorary Doctor of Science, Incarnate Word College, en 1980; el Doctor of Humans Letters, Illinois Wesleyan University (IWU) en 1988; el Linda Richard Awar, National League for Nursing en 1991; y el Honorary Fellow of the American Academy of Nursing Honoris Causae de la Universidad de Misuri en 1998.
Se han publicado ediciones posteriores de Nursing: Concepts of Practice en 1980, 1985, 1991, 1995 y 2001. Orem se jubiló en 1984 y siguió trabajando sola o con colaboradores en el desarrollo de la Teoría de Enfermería del Déficit de Autocuidado (TEDA). Fallece en Savannah, Georgia el 22 de junio de 2007

## Modelo Orem de enfermería
Dorothea no tuvo un autor que influyera en su modelo, pero si se sintió inspirada por otras teóricas de enfermería como son: Nightingale, Peplau, Rogers entre otras personas.
Orem define el objetivo de la enfermería como: Ayudar al individuo a llevar a cabo y mantener por sí mismo acciones de autocuidado para conservar la salud y la vida, recuperarse de la enfermedad y/o afrontar las consecuencias de dicha enfermedad. Además afirma que la enfermera puede utilizar cinco métodos de ayuda: Actuar compensando déficit, guiar, enseñar, apoyar y proporcionar un entorno para su desarrollo.
El concepto de autocuidado refuerza la participación activa de las personas en el cuidado de su salud, como responsables de decisiones que condicionen su situación, coincidiendo de lleno con la finalidad de la promoción de la salud.
Los cuidados enfermeros representan un servicio especializado que se distingue de los otros servicios de salud ofrecidos porque está centrado sobre las personas que no poseen la capacidad para ejercer el autocuidado. completando así los déficits de autocuidado causados por el desequilibrio entre salud y enfermedad(Orem, 1993).
El rol de la enfermera, pues, consiste en persuadir a la persona a avanzar en el camino para conseguir responsabilizarse de sus autocuidados utilizando cinco modos de asistencia: actuar, guiar, apoyar, procurar un entorno que favorezca el desarrollo de la persona y enseñar. Para ello el profesional de enfermería se vale de tres modos de actuación: sistema de intervención totalmente compensatorio, parcialmente compensatorio o de asistencia/enseñanza según la capacidad y la voluntad de las personas.
Dorothea Orem, demostró interés e inclusión en todas y cada una de las funciones en las que existe participación activa de enfermería como lo son:
asistenciales, administrativas, docentes y de investigación. Lo que le favoreció para conceptualizar un modelo teórico que hasta nuestros días ayuda a brindar un cuidado integral al usuario de los servicios de salud, basándose en el autocuidado.